# In hoc signo vinces (film, 1913)
Pour l’article homonyme, voir In hoc signo vinces.
 (juillet 2025).
Pour plus de détails, voir Fiche technique et Distribution.
In hoc signo vinces (titre original : In hoc signo vinces (In questo segno vincerai)) est un film italien réalisé par le jeune réalisateur Nino Oxilia, sorti en 1913.
Ce film muet en noir et blanc s'inspire de la crise politico-religieuse qui secoua l'Empire romain sous la « Tétrarchie », entre la fin du IIIe siècle et le règne de Constantin le Grand (306–337).

## Synopsis
Au début du IVe siècle, l'Empire romain, gouverné par quatre tétrarques  est le théâtre de persécution contre les chrétiens puis est secoué par des guerres civiles. L'empereur Constantin, qui cherche à se débarrasser de l'usurpateur Maxence, marche sur Rome à la tête d'une armée et établit son campement près du pont Milvius, sur le Tibre. Avant d'affronter les troupes de Maxence, Constantin  a une vision qui lui apparaît sous la forme d'un chrisme, symbole formé de la conjonction des lettres grecques Chi et Rho (XP), soit les deux premières lettres du mot Christ, et entend In hoc signo vinces (« Tu vaincras par ce signe »). Bien que païen, Constantin décide alors de faire apposer ce symbole sur le bouclier de ses légionnaires, et réussit à vaincre son adversaire lors de la  Bataille du pont Milvus. L'année suivante, Constantin promulguera l'édit de tolérance de Milan par lequel il légalise le christianisme, mettant fin à la « Grande Persécution » inaugurée dix ans plus tôt par les tétrarques Dioclétien et Galère.

## Fiche technique
- Titre : In hoc signo vinces
- Titre original : In hoc signo vinces
- Réalisation : Nino Oxilia
- Scénario : Giovanni Alessio (it)
- Photographie : Augusto Navone
- Producteur : Savoia Film, Turin
- Société de distribution : Savoia Film
- Format : Noir et blanc — 35 mm — 1,33:1 — Muet
- Longueur de pellicule : 3 000 mètres
- Pays :  Royaume d'Italie
- Langue : italien
- Genre : Film dramatique, Film historique
- Durée : 110 minutes
- Dates de sortie :
  -  Royaume d'Italie : décembre 1913
  -  Suède : 5 janvier 1914
  -  États-Unis : février 1914
  -  Pays-Bas : 13 février 1914
  -  Royaume-Uni : 8 juillet 1915
  -  Danemark : 27 septembre 1915
- Autres titres connus :
  -  Royaume d'Italie : In questo segno vincerai
  -  France : In hoc signo vinces (Par ce signe tu vaincras)
  -  France : Par ce signe tu vaincras
  -  Royaume-Uni : By the Cross
  -  États-Unis : By This Sign You Will Conquer
  -  États-Unis : The Triumph of an Emperor
  -  Empire allemand : In diesem Zeichen wirst Du siegen!
  -  Pays-Bas : In dit teken zult gij overwinnen
  -  Danemark : I dette Tegn skal du sejre
  -  Suède : I detta tecken skall du segra

## Distribution
- Maria Jacobini : Constance (Costanza), sœur de Constantin (Costantino)
- Mario Mariani : Évêque Maternus (Materno)
- Dillo Lombardi : l'Empereur Maximien (Massimiano)
- Jeanne Bay : Hélène, mère de Constantin
- Adriana Costamagna : Fausta, épouse de Constantin
- Arturo Garzes (it) : l'Empereur Constantin
- Francesco Bonino : l'Empereur Maxence (Massenzio)
- Annibale Durelli : Licinius (Licinio)
- Indo Garrone : Elvus Brutus (Elvo Bruto)
- Nino Tarabini : Victor (Vittorio)